# Pierre Bismuth
Pour les articles homonymes, voir Bismuth (homonymie).
Pierre Bismuth, né le 6 juin 1963 à Paris, est un artiste plasticien et scénariste français.

## Biographie
Dans sa jeunesse, Pierre Bismuth a étudié la communication visuelle aux Arts Décoratifs. ll y fait la connaissance de François Miehe, son professeur, avec qui il collabore sur quelques projets.
Il part étudier la peinture à Berlin dans les années 1980 à la Hocheschule der Kunst dans l'atelier de Georg Baselitz. À son retour en France, il s'installe à Paris et partage son atelier avec Xavier Veilhan et Pierre Huyghe.
Au début des années 1990, il s'installe à Bruxelles où il inaugure la galerie Jan Mot, rue Dansaert. À la fin des années 1990, il déménage à Londres à l'initiative de la Lisson Gallery où il expose à plusieurs reprises.
En 2005, après s'être réinstallé à Bruxelles, il reçoit l'Oscar du meilleur scénario original avec Michel Gondry et Charlie Kaufman pour Eternal Sunshine of the Spotless Mind.
En 2016, sort son film Where is Rocky II?, enquête sur une œuvre de Ed Ruscha.

## Œuvre

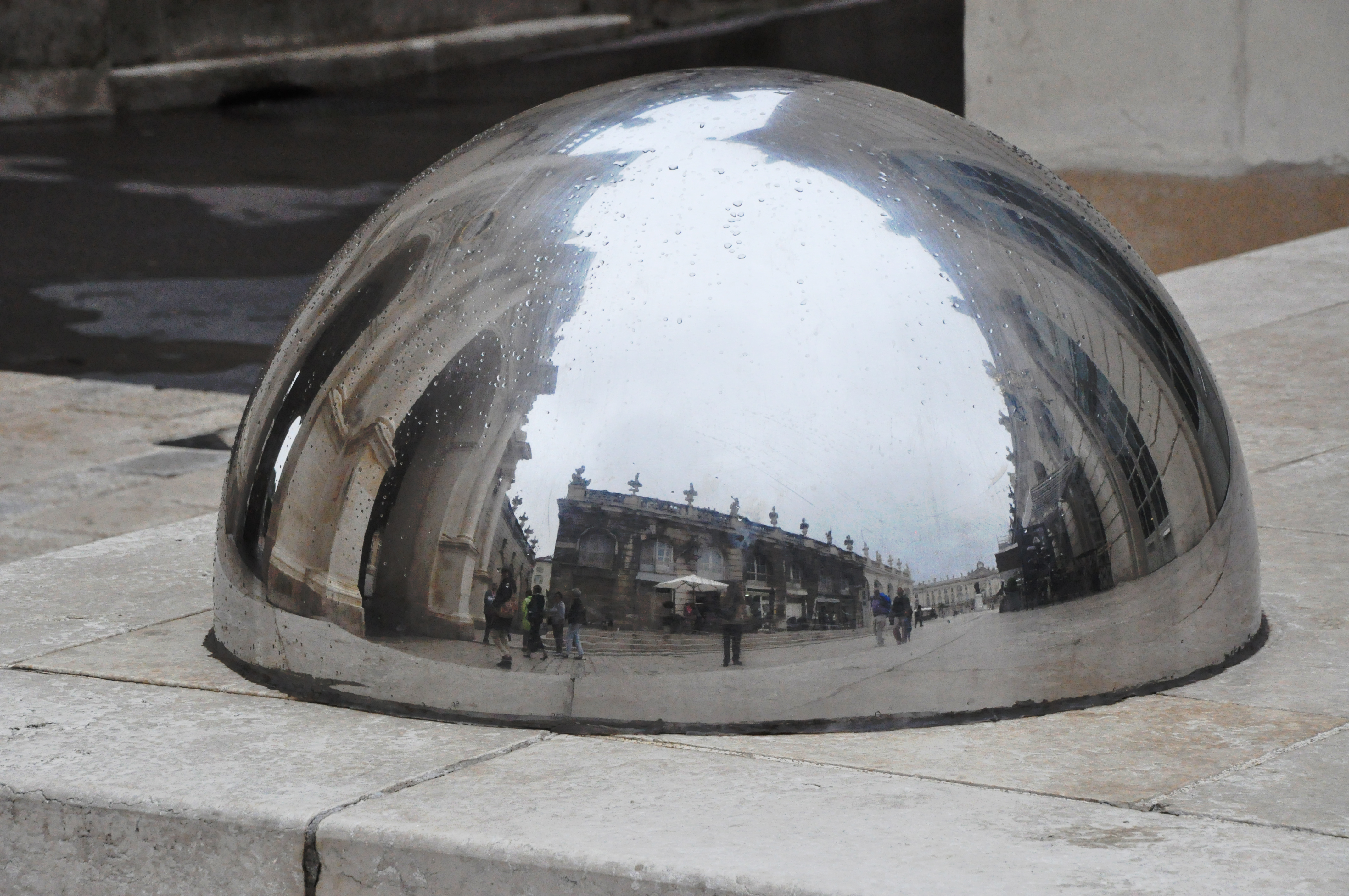
Demi-sphère réfléchissante posée devant l'arc Héré à Nancy, partie d'une œuvre de Pierre Bismuth intitulée Points de vue (2005).

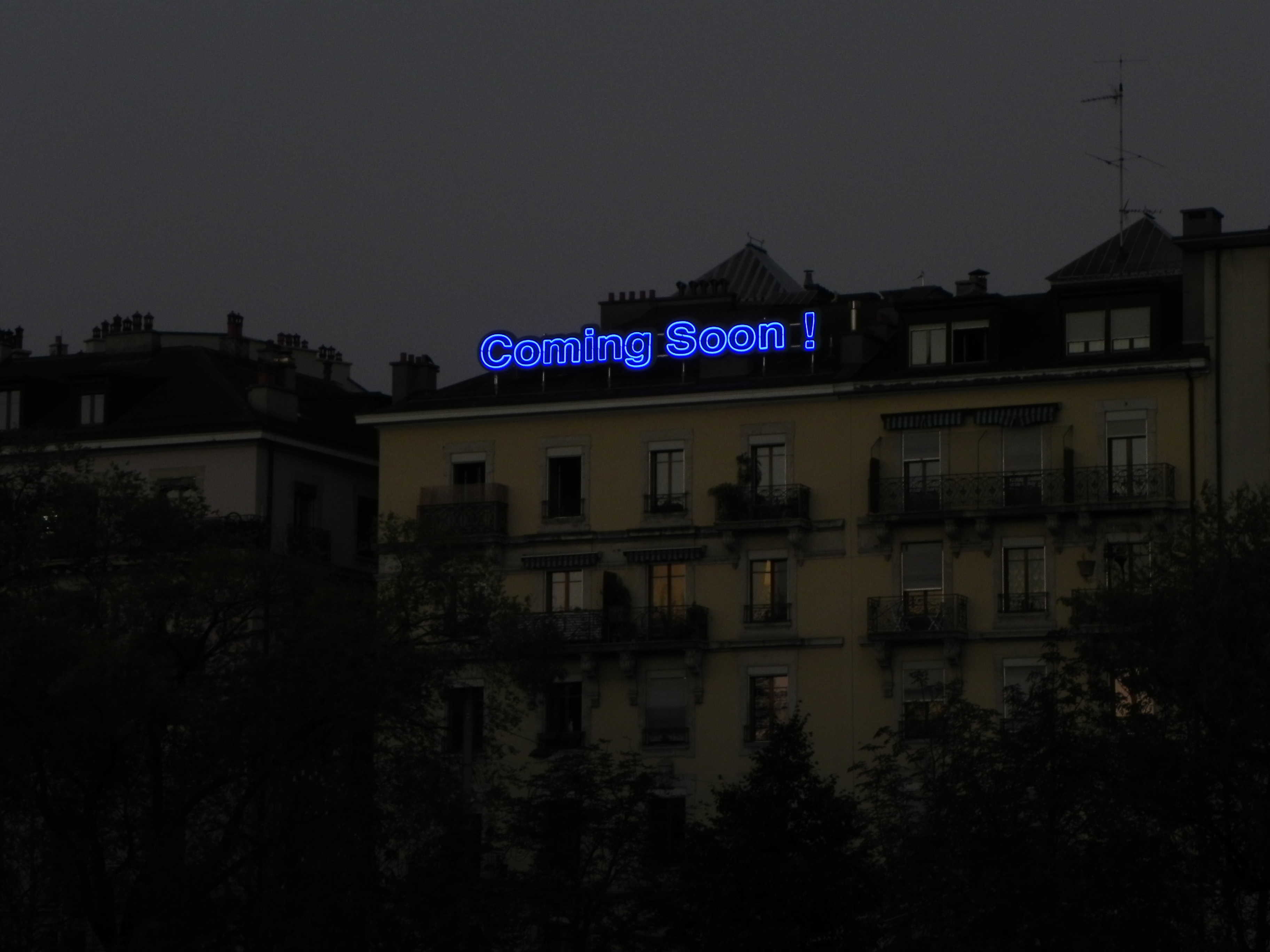
Coming Soon, œuvre de Pierre Bismuth, 2012 pour Neon Parallax, Genève

À travers une production très diversifiée (collages, vidéos, peintures, installations…) Pierre Bismuth s'intéresse aux conventions qui régissent notre perception et nos attitudes face aux différentes manifestations et produits de notre culture. Il utilise la pratique artistique comme moyen d'examiner notre perception de la réalité. Son travail tente avec un minimum de moyens de déstabiliser les codes de lecture afin de redonner au spectateur une position incrédule même à l'égard des éléments de notre culture les plus acquis. Sa démarche se développe autour de l'idée que c'est en manipulant simplement la définition communément donnée aux choses que l'on en change la perception.
L'œuvre de l'artiste s'inscrit dans l'héritage de l'art conceptuel dont il ré-actualise certaines des stratégies (appropriation, détournement, gestes performatifs). En 2012, il a par exemple réalisé une enseigne lumineuse  dans l'espace public à Genève, qui reprend le texte "Coming Soon !" qui termine habituellement les bandes annonces de films.
D'après le critique Raimar Stange, on peut dégager trois grandes périodes au sein de l'œuvre de l'artiste  : d'abord ses premiers travaux de jeunesse ; ensuite une deuxième période, s'étalant sur les années 1990, caractérisée par l'absence de toute référence à l'histoire de l'art, le rôle actif de « l'autre » en tant que récipiendaire de l'œuvre et l'emphase sur la clarté conceptuelle de l'œuvre plutôt que sur sa poésie ; et enfin une troisième, de 1999 à aujourd'hui[réf. nécessaire], dans laquelle l'artiste délaisse quelque peu sa pratique de la vidéo et ses références à la linguistique et durant laquelle les références à l'histoire de l'art jouent un rôle beaucoup plus significatif.

### Collaborations
Un aspect marquant de l'œuvre de l'artiste consiste en sa pratique récurrente de la collaboration avec des artistes issus de champs disciplinaires les plus variés. Il a par exemple collaboré avec Michel Gondry, Jerome Bel, Jonathan Monk, Dessislava Dimova, Diego Perone, Barbara Visser, Angus Fairhurst, Cory Arcangel, Cyprien Gaillard, Matias Faldbakken (no) ou Joe Strummer,.

## Expositions (sélection)
- 2021
  - Tout le monde est artiste mais seul l'artiste le sait, Musée National d'Art Moderne, Paris[10]
  - In Advance of Unpredictable Usage Conditions, D&A-Lab, Bruxelles
  - Cory Arcangel vs. Pierre Bismuth, Team Gallery (en), New York (with Cory Arcangel)
  - An Ocean of Lemonade – or the Trouble with Living in Times of Fulfilled Utopias, Smart Project Space, Amsterdam
- 2010
  - Le versant de l'Analyse, Jan Mot, Bruxelles
  - La galerie est heureuse de vous inviter à la nouvelle exposition de Pierre Bismuth, Bugada & Cargnel, Paris
  - Le psy, l'artiste et le cuisinier, Nuit Blanche, Musée d'art et d'histoire du judaïsme, Paris
  - Flip Side of the Same, Art Unlimited Basel, Team Gallery (en), New York
  - Pierre Bismuth, Fremantle Art Center, Perth
- 2009
  - Objects That Should Have Changed Your Life, Base Progetti per l'Arte, Florence
  - Pierre Bismuth, Following the Right Hand Of..., Team Gallery (en), New York
  - Neon, Mirror and Gold, Galleria Sonia Rosso, Turin
- 2008
  - Ruled by Extravagant Expectations, Galerie Christine König, Vienne
  - The All Seeing Eye (The Hardcore Techno Version), British Film Institute, Londres
  - The Beauty and the Beast, Galerie Christine König, Vienne
  - Coming Soon, Queensland Art Gallery, Gallery of Modern Art, Brisbane
- 2007
  - Coming Soon, Bugada & Cargnel, Paris
  - One Man's Mess is Another Man Masterpiece, Jan Mot, Bruxelles
  - One Size Fits All, Mary Boone Gallery (en), Uptown New York
  - One Size Fits All, Mary Boone Gallery (en), Chelsea New York
  - One Size Fits All, Team Gallery (en), New York
- 2006   
  - Siamo sulla Buona Strada, Villa Arson, Nice (sous la direction de Thierry Davila)
  - Coming Soon, Santa Monica Museum of Art, Santa Monica
  - Most Wanted Men, Erna Hecey, Bruxelles
  - Most Wanted Men, Jan Mot, Bruxelles
- 2005
  - Pierre Bismuth – Pantone 192 e altri colori, Galleria Sonia Rosso, Turin
  - The All Seeing Eye, Bugada & Cargnel, Paris (avec Michel Gondry)
  - Tout ce qui n'est pas interdit est obligatoire, Kunstmuseum Thun, Thoune
  - In the framework of the Nuit Blanche Festival, Galerie SAS, Montréal
  - Points de vue, Ville de Nancy, Nancy
  - Following the Right Hand of Kim Novak in – Kiss Me Stupid, Art Unlimited Basel, Lisson Gallery, Londres
- 2004
  - Something Less Something More, Galerie Christine König, Vienne
  - Something Less, Something More – Le Trous de Bale, Art Unlimited Basel, Jan Mot, Bruxelles
  - Nel nome del padre (Works After Daniel Buren), Galleria Sonia Rosso, Turin
- 2003
  - Presque identique, très légèrement différent, Bugada & Cargnel, Paris
  - Collages fit for General Audiences, Lisson Gallery, Londres
  - Pierre Bismuth, Art gallery of York University, Toronto 
  - I Agree - the Idea of Cloning Humans is Disgusting, Jan Mot, Bruxelles 
  - Arte per tutti, ma capita solo da te, Galleria Sonia Rosso, Turin
- 2002 
  - Quelque chose en moins, quelque chose en plus, Erna Hecey gallery, Luxembourg 
  - The Party, Sprengel Museum Hannover, Hannovre
- 2001
  - Alternance, Kunsthalle Basel, Basel
  - Our Trip Out West, CAC, Vilnius, Lithuania (in association with Jonathan Monk)
  - Pierre Bismuth, Centre d'Art Contemporain de Brétigny, Brétigny-sur-Orge  
  - Pierre Bismuth, Dvir Gallery, Tel Aviv
  - Closed, Diana Stigter Gallery, Amsterdam
- 2000
  - Collages, Mot & Van Den Boogaard, Bruxelles
- 1999
  - Alternances d'éclaircies et de passages nuageux l'après-midi, Galerie Yvon Lambert, Paris
  - Quelques comédiens au milieu de quelques acteurs, MAMCO, Musée d'Art Moderne et Contemporain, Genève
  - Pierre Bismuth, MK2 Project-Café, Paris
- 1998
  - The Party, The Showroom, Londres
  - Galerie Mot & Van den Boogaard, Bruxelles
- 1997
  - Box, Palais des Beaux-Arts, Bruxelles
  - Plus Min, Renesse,
  - Pierre Bismuth, Witte de With, Rotterdam
  - Kunsthalle, Vienne
  - Arborétum, projet public pour la DRAC d'Orléans
  - Listening Me Watching Them/Humming/Synonymes, Yvon Lambert Gallery, Paris
- 1996
  - Most Wanted Men, Mot & Van den Boogaard, Bruxelles 
  - Le bruit du son, Lisson Gallery, Londres 
  - The Blind Film, Tramway, Glasgow
- 1995
  - Pierre Bismuth, CCC Centre de Création Contemporaine, Tours
  - Pierre Bismuth, FRAC Languedoc Roussillon, Montpellier
- 1992
  - La Pièce de Chateauroux, Marcel Duchamp, Châteauroux
  - Pierre Bismuth, One Five Gallery, Antwerp

## Galeries
Pierre Bismuth est représenté par la galerie Jan Mot de Bruxelles, la galerie Bugada & Cargnel de Paris, la galerie Christine König de Vienne et la Team Gallery (en) de New-York ; et a, entre autres, aussi exposé à la Galerie Yvon Lambert à Paris, à la Lisson Gallery de Londres, chez Sonia Rosso à Turin, Roger Pailhas à Marseille ou encore chez Mary Boone à New-York.